# Agylla dognini
Agylla dognini är en fjärilsart som beskrevs av George Francis Hampson 1900. Agylla dognini ingår i släktet Agylla och familjen björnspinnare. Inga underarter finns listade i Catalogue of Life.